# NGC 5986
NGC 5986 je kuglasti skup u zviježđu Vuku. 

## Vanjske poveznice
- (engl.) SEDS: NGC 5986
- (engl.) Hartmut Frommert: Revidirani Novi opći katalog
- (engl.) Izvangalaktička baza podataka NASA-e i IPAC-a
- (engl.) Astronomska baza podataka SIMBAD
- (engl.) VizieR
- DSS-ova slika NGC 5986  Arhivirana inačica izvorne stranice od 17. lipnja 2013. (Wayback Machine)
- (engl.) Auke Slotegraaf: NGC 5986 Deep Sky Observer's Companion
- (engl.) Courtney Seligman: Objekti Novog općeg kataloga: NGC 5950 - 5999